# ピーター・ワグナー

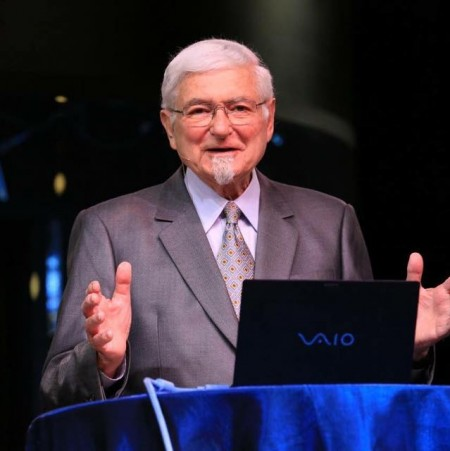
ピーター・ワグナー

チャールズ・ピーター・ワグナー（Charles Peter Wagner、1930年 - 2016年10月21日）は、アメリカ合衆国の神学者、宣教師、神学校教師。グローバル・ハーベスト・ミニストリーズとワールド・プレイヤー・センター（世界祈りの会館）の創設者。3人の成人した子供と7人の孫がいた。

## 経歴
- 1956年-1971年ボリビアで宣教師として16年間働いた。
- 1971年 フラー神学校に勤めた。特に、教会成長学研究とセミナーを精力的に行った。、教会成長運動に関して多数の著書を持つ。
- 1982年-1985年 フラー神学校でジョン・ウィンバーと協力して、「しるしと不思議と教会成長」（M510）という、聖霊の力と教会成長に関するクラスを始めた。クリスチャン・ライフの1982年10月号に取り上げられて全米に一大センセーションを巻き起こし、「フラー神学校はカリスマ派になりつつある。」という批判を受けたが、フラーは福音派の神学校の中では多彩な教派的、神学的な背景をもつ教授、学生からなると述べた[1][2] 。
- 1988年 フラー神学校を引退。
- 1990年 来日し、米国が行った広島と長崎への原爆投下を、日比谷公会堂において、日本人に対して謝罪した。

## 人物
- 1980年代、「聖霊の第三の波」という言葉を造り、運動を展開した。
- ワーグナーは「私の背景は『スコフィールド・バイブル』のディスペンセーション的な福音派だ。」と言う。[3]
- 晩年は妻ドリスと共にアメリカ合衆国コロラド州コロラドスプリングスに居住した。

## 著書
- 『天の女王との戦い』マルコーシュ・パブリケーション社1999年9　ISBN 4872071832
- 『祈りと教会成長』C.ピーター・ワグナー  マルコーシュ・パブリケーション 1995.7 ISBN 4872071492
- 『都市の要塞を砕け!』 C.ピーター・ワグナー マルコーシュ・パブリケーション1994.5
- 『祈りの盾』 C.ピーター・ワグナー  マルコーシュ・パブリケーション 1993.8
- 『地域を支配する霊』 C.ピーター・ワーグナー編、尾形守訳　暁書房 1993.1
- 『霊の戦いの祈り』  C.ピーター・ワグナー　暁書房1992.6 ISBN 4872071123
- 『現代のしるしと不思議』C.ピーター・ワグナー編、増井誠太・大野純司訳　生ける水の川、1992年
- 『教会を病気にしないで癒しの働きを導入する方法』  ピーター・ワグナー  幸福への招待 1991.4
- 『聖霊の第三の波』 C.ピーター・ワグナー　辻潤訳　暁書房 1991.3 ISBN 4872070992
- 『教会を成長させるリーダーシップ』  ピーター・ワグナー いのちのことば社 1987.2
- 『あなたの賜物が教会成長を助ける』  ピーター・ワグナー  いのちのことば社 1985.1
- 『教会成長のかぎ』 C.ピーター・ワグナー聖書図書刊行会 1978.11
- 『日本の霊の壁を打ち破れ』 C.ピーター・ワグナー 暁書房 1991.8.

## 参考書籍
- ジョン・F・マッカーサーJr.著、櫻井圀郎訳『混迷の中のキリスト教』日本長老教会文書出版委員会、1997年